# Clémence de Grandval
Marie Félicie Clémence de Reiset de Grandval, född 21 januari 1828 på slottet Cour du Bois vid Saint-Rémy-des-Monts i departementet Sarthe, död 15 januari 1907 i Paris, var en fransk tonsättare.
Grandval väckte uppmärksamhet med bland annat oratoriet Sainte Agnès (1876), den "lyriska scenen" La fille de Jaïre (1879), operorna Atala (1888) och Mazeppa (1892) samt ett Stabat mater.